# شبكة الزوار
إن شبكة الزوار (VBN) هي شبكة حاسوب مخصصة لمستخدمي الأجهزة المحمولة الذين يحتاجون مؤقتًا للوصول إلى الإنترنت. ويشيع جدًا إقامة شبكة الزوار في الفنادق والمطارات ومراكز المؤتمرات والجامعة والمكاتب الإدارية. فهي تمنح المستخدم المتنقل طريقة سريعة وسهلة لتوصيل أي جهاز مؤقتًا بالشبكات واتصالات الإنترنت واسعة النطاق. وتضم شبكة الزوار عادة أجهزة (مثل بوابات شبكة الزوار (VBN) وأجهزة الموزع وأجهزة التبديل و/أو أجهزة التوجيه), واتصالات سلكية ولاسلكية (اتصال إنترنت), وخدمة (خدمة دعم المشتركين).

## ما هي بوابة شبكة الزوار (VBN Gateway)?
من الناحية العملية، يمكن تحويل أي شبكة إيثرنت محلية (LAN) قائمة على الإنترنت لتصبح شبكة زوار بإضافة جهاز يطلق عليه عمومًا «بوابة شبكة الزوار». فوظيفة بوابة شبكة الزوار هي توفير الطبقة الإدارية اللازمة بين المستخدمين العموميين وجهاز توجيه الإنترنت لتمكين التوصيل وتشغيل اتصالات الزوار. وتوفر بوابة شبكة الزوار التقليدية الخدمات والدعم الخاص بإصدار الفواتير وإدارة تداخلات التطبيقات، مثل أنظمة إدارة العقارات PMS (في الفنادق) أو واجهات إصدار فواتير بطاقات الائتمان أو خوادم Radius/خوادم إل داب لنماذج التوثيق المحلية.
من الخصائص العامة لبوابات شبكة الزوار أنها تسمح للمستخدمين بالاتصال بخدمات الشبكة المتاحة والوصول إليها من خلال تطبيق إجراءات تهيئة قليلة أو دون تطبيق تلك الإجراءات على أجهزتهم الخاصة (لا سيما تعديل عنوان أي بي الخاص بهم). وحتى يتم هذا يلزم وجود اتصال طبقة 2 (انظر: مرجع أو إس آي) بين المستخدم وبوابة شبكة الزوار. وبخلاف شرط شبكة الطبقة 2، فليست هناك حقًا أية قيود على استخدام بوابة شبكة الزوار في تمكين وجود شبكة. وبهذا تكون جميع وسائط إيثرنت وشبكة 802.11x ونظام CMTS وخط المشترك الرقمي (DSL) وسائط مقبولة لشبكات التوزيع التي تستخدم مع بوابات شبكة الزوار.
في أبسط النماذج تكون بوابة شبكة الزوار عبارة عن جهاز مزود باتصالي شبكة على الأقل. بحيث يكون أحد اتصالي الشبكة هو شبكة المشترك والاتصالات الآخر هو الوصلة الصاعدة للإنترنت. وتستخدم غالبية بوابات شبكة الزوار المتوفرة في الأسواق اليوم واجهات إيثرنت في الاتصال، ولكن كما ذُكر عاليه، يكون أي اتصال طبقة 2 مقبولاً في هذه الشبكة.

## أنواع شبكات الزوار
يوجد بصورة عامة ثلاثة نماذج لتشغيل شبكة الزوار وهي :الشفافة، والدفع مقابل الخدمة والمصادقة من أجل الاستخدام.
شبكة الزوار الشفافة
إن الغرض من شبكة الزوار الشفافة هو توفير خدمات شبكة للمستخدمين للحد من تكاليف الدعم و/أو البنية الأساسية لتقنية المعلومات. فتلك الشبكات لا تهتم عمومًا بالأمان، بل تهتم بالسرعة وسهولة الوصول. ومن أمثلة هذا النوع من الشبكات شبكات Metro Wi-Fi أو شبكات النقاط الساخنة المجانية.
شبكة الزوار ذات الفواتير
إن شبكة الزوار ذات الفواتير هي تلك الشبكات التي تلزم المستخدمين بالدفع للحصول على خدمات الشبكة. ويوجد هذا النوع من شبكات الزوار بصورة نموذجية في الفنادق أو شبكات النقاط الساخنة (Wi-Fi). ويتم توفير خدمات الدفع بعدة وسائل، أكثرها شيوعًا باستخدام بطاقات ائتمان حساب تاجر في بيئات النقاط الساخنة أو دمج نظام إدارة العقارات في بيئات الفنادق.
شبكة الزوار بالمصادقة
يوجد شرط المصادقة لاستخدام شبكة الزوار في أغلب الأحوال في البيئات التجارية. وفي تلك الحالات تُلزم بوابة شبكة الزوار المستخدمين بمصادقة الوصول إلى البوابة حتى يُسمح لهم بالوصول إلى خدمات الشبكة. ويتم تحقيق المصادقة غالبًا من خلال تكامل خوادم RADIUS أو إلداب أو بتطبيق رموز الوصول التي يلزم أن يدخلها المستخدم.

## كيف تعمل شبكة الزوار؟
في الوقت الذي تقدم فيه جهات التصنيع العديد من خيارات التهيئة لبوابات شبكة الزوار، توجد مجموعة من السمات المشتركة. فحتى أبسط بوابات شبكة الزوار تقدم بروتوكول التشكيل الدينامي (DHCP) وبروتوكول Proxy ARP الوكيل لتسمح للمستخدمين بالاتصالات بالشبكة دون الحاجة إلى تهيئة عنوان أي بي. ويستخدم المدخل المُقيد (captive portal) في مجموعة متنوعة من الوظائف، من بينها إصدار الفواتير أو المصادقة وقبول الشروط والأحكام. وعندما يلبي المستخدم المعايير في المدخل المُقيد، تسمح له بوابة شبكة الزوار بتوجيه المستخدمين خلالها.